# زن در بالا (فیلم)
زن در بالا (به انگلیسی: Woman on Top) فیلمی محصول سال ۲۰۰۰ به کارگردانی فینا تورس است. در این فیلم بازیگرانی همچون پنلوپه کروز، موریلو بنسیو، هارولد پرینوا، مارک فیورستین، جان دی لانسی، آن رمزی، جان دی لانسی و آنا گستایر ایفای نقش کرده‌اند.

## داستان
داستان در مورد زن آشپز برزیلی بنام ایزابلا (پنلوپه کروز) است. بعد از اینکه شوهرش که از بیماری ایزابلا خسته شده به او خیانت می‌کند، به سان فرانسیسکو می‌آید.